# Amtocephale
Amtocephale is een geslacht van plantenetende ornithischische dinosauriërs, behorend tot de groep van Pachycephalosauria, dat tijdens het late Krijt leefde in het gebied van het huidige Mongolië.

## Naamgeving en vondst
De typesoort Amtocephale gobiensis werd in 2011 benoemd en beschreven door Mahito Watabe, Khishigjaw Tsogtbataar en Robert Sullivan. De geslachtsnaam verbindt een verwijzing naar de vondstlocatie Amtgai met een Klassiek Grieks κεφαλή, kephalè, "hoofd", een gebruikelijk element in de namen van de pachycephalosauriërs. De soortaanduiding verwijst naar de herkomst uit de Gobiwoestijn.
Het holotype, MPC-D 100/1203, is gevonden in een laag van de Bajansjireeformatie die dateert uit het Santonien met een minimale ouderdom van 83,5 miljoen jaar. Het bestaat uit een schedeldak, een vergroeiing van de voorhoofdsbeenderen en de wandbeenderen, van een onvolwassen exemplaar. Verder is niets van de soort bekend. Het fossiel maakt deel uit van de collectie van het Mongolian Paleontological Center te Oelan Bator.

## Beschrijving
Amtocephale is een tamelijk kleine soort. Het schedeldak is 53,2 millimeter lang wat wijst op een lichaamslengte van een meter en een gewicht van enkele kilogrammen.
De beschrijvers wisten enkele unieke afgeleide eigenschappen, autapomorfieën, vast te stellen: er zijn diepe uithollingen voor de bovenste slaapvensters maar die zijn wel gesloten zodat de vensters zelf ontbreken; de beennaad met het prefrontale is relatief lang, tien millimeter, en ligt in één vlak met de voorliggende beennaad met het neusbeen en de achterliggende beennaad met het postorbitale; een wandbeen dat zo kort is dat het hele schedeldak 2,44 maal zo lang is; het achterste uitsteeksel van de wandbeenderen op de middenlijn van het schedeldak buigt scherp naar beneden toe onder een stompe hoek van 132°; dit uitsteeksel is breed vergeleken met de maximale breedte van het schedeldak als geheel.
Van het frontoparietale schedeldak heeft het voorste deel, bestaande uit de voorhoofdsbeenderen, een lengte van 31,4 millimeter; het achterste deel gevormd door de wandbeenderen een lengte van 21,8 millimeter. Tussen beide delen is geen beennaad zichtbaar; de relatieve afmetingen zijn geschat vanuit de vorm van het schedeldak. Tussen de voorhoofdsbeenderen onderling is in het bovenoppervlak nog wel een beennaad zichtbaar, niet meer aan de onderkant. Het schedeldak is aan de randen niet vergroeid met de overige schedelbeenderen, een teken dat het exemplaar nog niet volgroeid was.
Het schedeldak heeft een grootste dikte van negentien millimeter. De hersenen werden dus beschermd door een dikke beenlaag maar van een echte beenkoepel als bij sommige andere pachycephalosauriërs is eigenlijk geen sprake. De onderkant van het schedeldak toont de uithollingen voor de verschillende hersendelen. De fossae voor de bovenste slaapvensters liggen schuin achteraan in de zijkanten van de wandbeenderen, als diepe ovale uithollingen. Hoewel de beschrijvers de afwezigheid van de slaapvensters zelf in de diagnose opnamen, sloten ze niet uit dat ze toch aanwezig waren daar immers door de onbekendheid met de rest van de schedel hun ontbreken niet bewezen kan worden.

## Fylogenie
Amtocephale is door de beschrijvers in de Pachycephalosauridae geplaatst. Een kladistische analyse toonde aan dat Amtocephale in de klade viel die gevormd wordt door de soorten die in het geslacht Prenocephale benoemd zijn, welk geslacht door de benoeming van Amtocephale dus parafyletisch wordt. Voor de soorten die meer afgeleid zijn dan de meest basale soort Prenocephale prenes, die ook de typesoort is, zou dan minstens één apart geslacht benoemd moeten worden maar de beschrijvers geven aan zelf weinig vertrouwen te hebben in de analyse gezien het beperkte materiaal.
Amtocephale is de oudste bekende zekere pachycephalosauride, met mogelijke uitzondering van Acrotholus.